# Tony & Frankye
Tony & Frankye foi uma dupla de cantores brasileiros de rock e soul formada por Tony Bizarro e Frankye Arduini em 1968, na cidade do Rio de Janeiro. Lançaram alguns compactos e um único álbum de estúdio autointitulado, em 1971. A dupla se separaria e ambos virariam produtores musicais, sendo que Tony Bizarro desenvolveria uma carreira mais bem-sucedida, além de ter perseguido uma carreira solo nos anos seguintes. Hoje em dia, a dupla é reconhecida como um dos grupos pioneiros na introdução do estilo soul na música brasileira, no final da década de 1960 e início da década de 1970.

## História
Frankye Arduini tinha uma banda que buscava fazer um som próximo às baladas românticas muito em voga na Jovem Guarda, chamada Top Five. Eles chegaram a lançar um compacto com "Modo certinho de Amar" e "Esqueces que te Amei" pela gravadora GEL (selo Chantecler), em 1967. Tony Bizarro conhece eles na boate Cave - reduto em que se reuniam os jovens interessados por soul, na época - e já passa a fazer ensaios junto com a banda. Em pouco tempo, mudam-se para o Rio de Janeiro - centro da indústria fonográfica nacional - onde procuram iniciar uma carreira artística. Inicialmente, tornam-se uma banda de baile, fazendo o circuito dos bailes da periferia que existia no Rio na época. Com o tempo, ficam só os dois na capital fluminense e transformam-se em uma dupla. Em 1968, conseguiram uma oportunidade para se apresentarem no programa Almoço com as Estrelas, apresentado por Aírton Rodrigues e Lolita Rodrigues, na TV Tupi. Logo após, recebem um convite para gravarem um compacto de um executivo da RCA Victor que havia assistido o programa. Então, lançam, no início de 1969, um compacto por essa gravadora com as músicas "Não Faz Sentido" e "Triste, Feliz". O compacto não apresenta vendagens significativas, mas a dupla trava contato com Tim Maia que havia voltado dos Estados Unidos no ano anterior e começava a influenciar toda uma geração de músicos no Brasil com as novidades que havia trazido daquele país: o soul e o funk.
No ano seguinte, são contratados pela Discos CBS e lançam um compacto produzido por Raul Seixas com "Viu Menina" e "Adeus, Amigo Vagabundo (Tributo a Brian Jones)", um tributo ao guitarrista dos Rolling Stones que havia morrido de forma acidental. O sucesso relativo deste último compacto, bem como o apadrinhamento de Roberto e Erasmo Carlos, propicia o lançamento de um disco em 1971, o autointitulado Tony & Frankye. O álbum contém músicas de autoria da dupla e de Raul Seixas, Luís Vagner, Antônio Barros, Getúlio Côrtes, Tim Maia e Robson Jorge. Ainda, do álbum, foi lançado um compacto no mesmo ano, com "Vamos lá pra Ver" e "Patatí, Patatá". Embora o disco tenha tido relativo sucesso, a dupla se desfez porque Frankye resolveu dar um tempo na carreira.

## Estilo
A dupla é conhecida por misturar baladas românticas - no estilo da época, uma transição da Jovem Guarda para a música brega - com outras influências, como rock, Rock psicodélico, forró e música afro-caribenha; tudo em um fundo musical muito "suingado", baseado no soul e no funk estadunidense.

## Legado
A dupla faz parte da primeira onda de música negra brasileira influenciada pelo soul e pelo funk, que ficaria conhecida posteriormente como Black Rio. Seu único disco é considerado item de colecionador, tendo virado objeto de procura cult.

## Discografia
Discografia dada pelo Dicionário Cravo Albin da Música Popular Brasileira, pelo Discogs, e pelo IMMUB.

### Álbuns de estúdio
- 1971 - Tony & Frankye

### Compactos
- 1969 - Não Faz Sentido / Triste, Feliz
- 1970 - Viu Menina / Adeus, Amigo Vagabundo (Tributo a Brian Jones)
- 1971 - Vamos lá pra Ver / Patatí, Patatá